# Томпкінсвілл (Кентуккі)
Томпкінсвілл (англ. Tompkinsville) — місто (англ. city) в США, в окрузі Монро штату Кентуккі. Населення — 2309 осіб (2020).

## Географія
Томпкінсвілл розташований за координатами 36°42′3″ пн. ш. 85°41′32″ зх. д. / 36.70083° пн. ш. 85.69222° зх. д. (36.700732, -85.692171).  За даними Бюро перепису населення США в 2010 році місто мало площу 9,26 км², з яких 8,82 км² — суходіл та 0,44 км² — водойми.

## Демографія
Згідно з переписом 2010 року, у місті мешкали 2402 особи в 1038 домогосподарствах у складі 589 родин. Густота населення становила 259 осіб/км².  Було 1202 помешкання (130/км²).
Расовий склад населення:
| - 87,2 % — білих - 7,6 % — чорних або афроамериканців - 0,3 % — азіатів - 0,2 % — корінних американців - 2,8 % — осіб інших рас |

До двох чи більше рас належало 1,9 %. Частка іспаномовних становила 4,2 % від усіх жителів.
За віковим діапазоном населення розподілялося таким чином: 21,9 % — особи молодші 18 років, 55,8 % — особи у віці 18—64 років, 22,3 % — особи у віці 65 років та старші. Медіана віку мешканця становила 44,1 року. На 100 осіб жіночої статі у місті припадало 87,4 чоловіків;  на 100 жінок у віці від 18 років та старших — 81,2 чоловіків також старших 18 років.
Середній дохід на одне домашнє господарство  становив 35 519 доларів США (медіана — 21 817), а середній дохід на одну сім'ю — 43 284 долари (медіана — 33 571). Медіана доходів становила 38 276 доларів для чоловіків та 26 576 доларів для жінок. За межею бідності перебувало 25,4 % осіб, у тому числі 28,2 % дітей у віці до 18 років та 20,0 % осіб у віці 65 років та старших.
Цивільне працевлаштоване населення становило 579 осіб. Основні галузі зайнятості: освіта, охорона здоров'я та соціальна допомога — 23,5 %, роздрібна торгівля — 18,3 %, виробництво — 14,0 %.